# واحد ضد مافیا

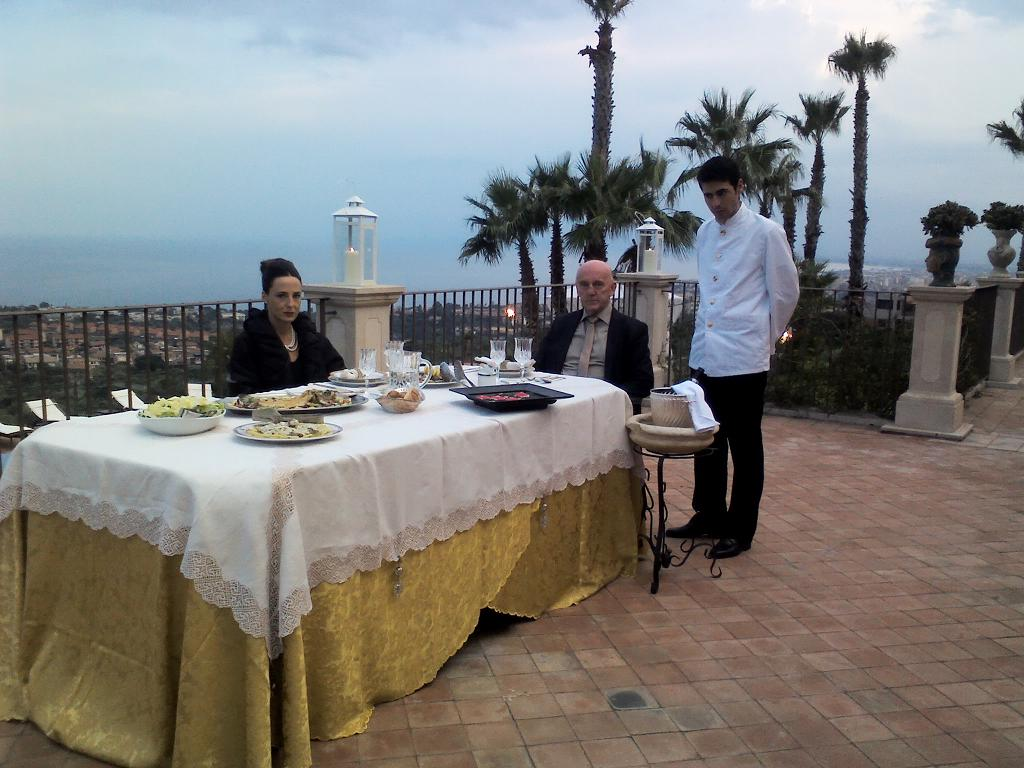
تصویری از جریان فیلمبرداری واحد ضد مافیا

واحد ضد مافیا نام یک مجموعهٔ تلویزیونی ایتالیایی‌ست که از شبکه فارسی ۱ پخش می‌شود.

## داستان
پس از دستگیری آخرین پدر خوانده، شهر پالرمو اکنون گرفتار یک جنگ پنهان میان خانواده‌های مافیا بر سر رهبری کوستا نوسترا شده‌است.
از کلودیا مارس رئیس پلیس درخواست می‌شود تا به سپاه ویژه ضد مافیا به ریاست استفانو لاوریا بپیوندد.
رزی آباتهٔ جوان که عضو قدیمی‌ترین خانواده مافیایی می‌باشد، پس از اقامت طولانی مدت خود در آمریکا برای انجام مراسم عروس اش به پالرمو بازمی‌گردد.
پس از ترور بی رحمانه لاوریا، واحد ضد مافیا به تدریج به فعالیت‌های خانواده مافیا همانند اهداف و معامله‌های آن‌ها پی می‌برد. اما دوره نوشتن بر روی کاغذ و دست به دست کردن آن گذشته‌است.
حالا دوره نوارهای تلفن، پیام‌های رمزگذاری شده، ماهواره‌ها و جاسوسی‌های پیچیده‌است. واحد ضد مافیا در می‌یابد که این یک جنگ طولانی است که از درون نیز می‌تواند خطرناک باشد.

## برخی بازیگران
- سیمونا کاوالاری
- مارکو بوچی
- پینو کاروسو
- کلاودیو جوئه
- گرتا اسکارانو
- آنا کاترینا موراریو
- والنتینا کارنلوتی
- جولیا میکلینی
- لوکا لیونلو
- فرانچسکو پراندو
- دینو آبرشا
- رُزا پیانتا
- فرانچسکو مونتاناری
- جانمارکو تونیاتسی
- ماسیمو کوروو
- جوزپه زینو
- ماسیمو د سانتیس
- ماسیمو دوبروویچ
- لوئیجی دیبرتی
- ادواردو پِشه
- جووانی شیفونی
- لوئیجی ماریا بوروآنو
- فرانچسکو آکوارولی
- سیلویا دامیکو
- آلیچه پالاتسی
- جورجا سینیکورنی
- سلنه کاراماتسا
- فرانچسکا والتورتا